# Rianne Hadders
Rianne Hadders is een voormalig Nederlands langebaanschaatsster.
In 2013 nam ze deel aan het NK Afstanden op de 1500 meter.

## Records

### Persoonlijke records[2]
| Afstand    | Tijd    | Datum            | Baan       |
| ---------- | ------- | ---------------- | ---------- |
| 500 meter  | 41,27   | 29 december 2012 | Heerenveen |
| 1000 meter | 1.21,96 | 27 januari 2013  | Heerenveen |
| 1500 meter | 2.01,43 | 30 december 2013 | Heerenveen |
| 3000 meter | 4.18,59 | 29 december 2012 | Heerenveen |
| 5000 meter | 7.47,23 | 3 februari 2013  | Groningen  |